# Indonesia Ladies Open
Het Indonesia Ladies Open is een jaarlijks golftoernooi in Indonesië, dat deel uitmaakt van de Ladies Asian Golf Tour. Het werd opgericht in 2010 als het Ladies Indonesia Open en vindt plaats op verschillende golfbanen in Indonesië.
Het wordt gespeeld in drie ronden (54-holes) en na de tweede ronde wordt de cut toegepast.

## Winnaressen
| Jaar                                  | Golfbaan               | Stad                  | Winnares                | Score                 | Score                 | Info                  |
| Ladies Indonesia Open                 | Ladies Indonesia Open  | Ladies Indonesia Open | Ladies Indonesia Open   | Ladies Indonesia Open | Ladies Indonesia Open | Ladies Indonesia Open |
| ------------------------------------- | ---------------------- | --------------------- | ----------------------- | --------------------- | --------------------- | --------------------- |
| 2010                                  | New Kuta Golf          | Bali                  | Solar Lee               | 214                   | –2                    | [ 1 ]                 |
| 2011                                  | Geen toernooi          | Geen toernooi         | Geen toernooi           | Geen toernooi         | Geen toernooi         | Geen toernooi         |
| (Enjoy Jakarta) Indonesia Ladies Open |                        |                       |                         |                       |                       |                       |
| 2012                                  | Palm Hill Country Club | Jakarta               | Patcharachuta Kongkapan | 209                   | –7                    | [ 2 ]                 |
| 2013                                  | Geen toernooi          | Geen toernooi         | Geen toernooi           | Geen toernooi         | Geen toernooi         | Geen toernooi         |
| 2014                                  | Geen toernooi          | Geen toernooi         | Geen toernooi           | Geen toernooi         | Geen toernooi         | Geen toernooi         |
| 2015                                  | Palm Hill Country Club | Jakarta               | n.n.b.                  |                       |                       |                       |

| Toernooirecord |

 Hong Kong Ladies Open ·
 Indonesia Ladies Open ·
 Sri Lanka Ladies Open ·
 Sanya Ladies Open ·
 Women's Indian Open